# Kenzō Tange

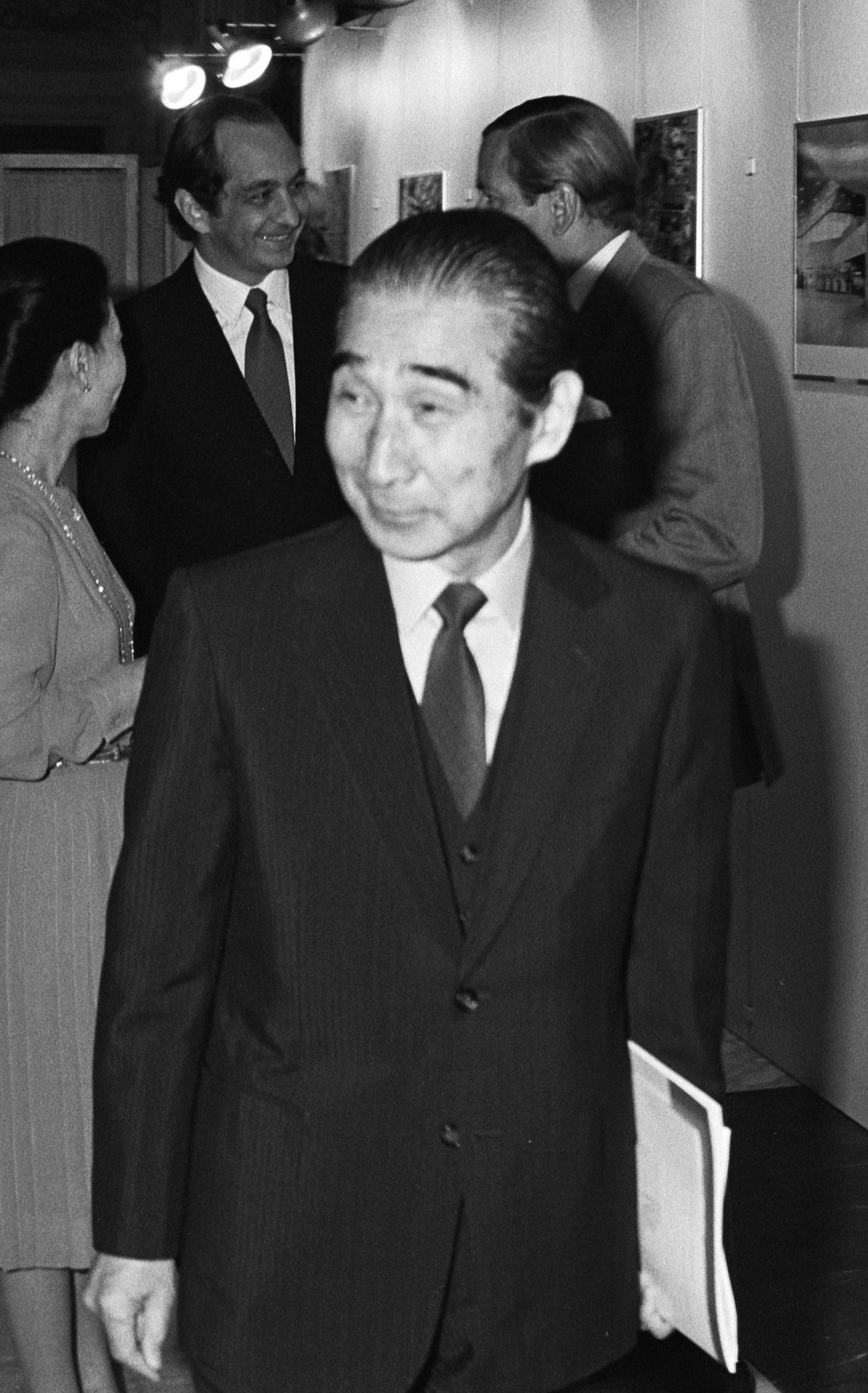
Kenzo Tange 1981.

Kenzō Tange, född 4 september 1913 i Imabari på Shikoku, död 22 mars 2005 i Tokyo, var en japansk arkitekt.

## Biografi
Kenzo Tange växte upp i Hankow och Shanghai i Kina innan familjen återvände till Japan. Han flyttade till Hiroshima 1930 för att gå på high school och det var där han för första gången mötte Le Corbusiers verk. Kenzō Tange utbildade sig vid Tokyos universitet i arkitektur och stadsplanering och utexaminerades som ingenjör 1959. Han arbetade för Kunio Maekawa till och med 1941. År 1949 utlystes en tävling om Hiroshimas fredscentrum och Tange belönades med förstapriset som blev hans internationella genombrott.
Tange grundade 1961 Kenzō Tange + Urtec, senare Kenzo Tange Associates. Han har varit professor vid Tokyos universitet. I slutet av 1960-talet tog han avstånd från tidigare regionalism och arbetade fortsättningsvis i en abstrakt, internationell stil. Mycket av Kenzō Tanges arkitektur består av megastrukturer eller multifunktionsenheter som är sammanvävda med sin urbana omgivning. Sin skala till trots är dessa strukturer snarare ackumuleringar av separata moduler än tillämpningar av universella system. Han brukar därför associeras med metabolismen som försökte avlägsna sig från det västerländska, dualistiska och dialektiska, med en inklusiv buddhistisk tradition som bas. Han tillhörde dock inte någon sådan gruppering.
År 1965 följde uppdraget att göra generalplanen för världsutställningen i Osaka, där Tange tillsammans med Uzo Nishiyama ledde ett arkitektlag som planerade området. Samma år stod också byggnaden för Pakistans högsta domstol klar. 1965 bad Förenta nationerna Tange att delta i en tävling för återuppbyggnaden av Skopje, där Tange vann 60 procent av priset medan det jugoslaviska laget vann övriga 40 procent. Kenzo Tanges plan för Skopje (ett av hans större verk) genomfördes delvis.
På 1980-talet engagerades Tange i skapandet av ett nytt affärsområdessdistrikt i Neapel, Centro Direzionale, som stod klart i mitten av 1990-talet. Området består av skyskrapor och inrymmer bland annat Neapels stads administrationsbyggnader, hotell, restauranger samt en kyrka.

## Byggnader i urval
- Församlinglokal, Shizuoka, Japan, 1968–69
- Fieradistriktet, Bologna, Italien, 1967
- International Conference Center, Kyoto, Japan, 1964–65
- Kulturhus, Nichinan, Japan, 1962–63
- St. Mary's Cathedral, Tokyo, Japan, 1962–65
- Large National Olympic Gymnasium, Tokyo, Japan, 1961–64
- Ichinomiya Rowhouses, Ishinomaki, Japan, 1961
- Small National Olympic Gymnasium, Tokyo, Japan, 1961–64
- Yamanashi Press and Broadcasting Center, Kofu, 1961–66
- Kurashikis stadshus, Kurashiki, Japan, 1960
- Totsuka Country Clubhouse, Yokohama, Japan, 1960–61
- Stadshus, Imabari, Japan, 1959
- Sogestsu Art Center, Tokyo, Japan, 1955-57
- Kagawa Prefectural Office, Takamatsu, Japan 1955-58
- Hiroshimas fredscentrum, Hiroshima, Japan, 1949-56
- Tak över festplatsen på världsutställningen Expo '70, Osaka, Japan, 1970
- Tokyos nya stadshus, Tokyo, Japan, (?)
- Fujisankei Communications Groups huvudkontor, Odaiba, Tokyo, Japan, 1996

## Bildgalleri

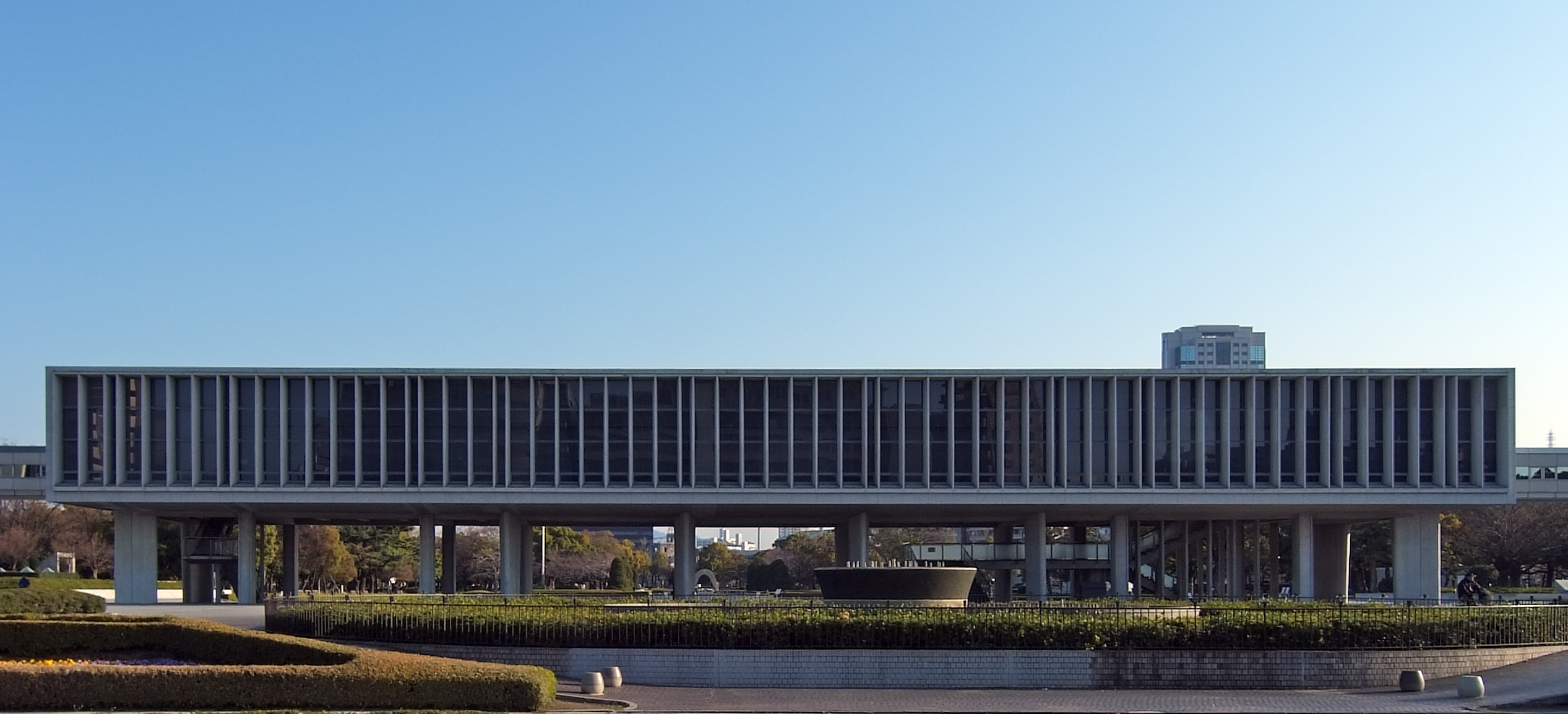
Hiroshima Peace Memorial Museum•
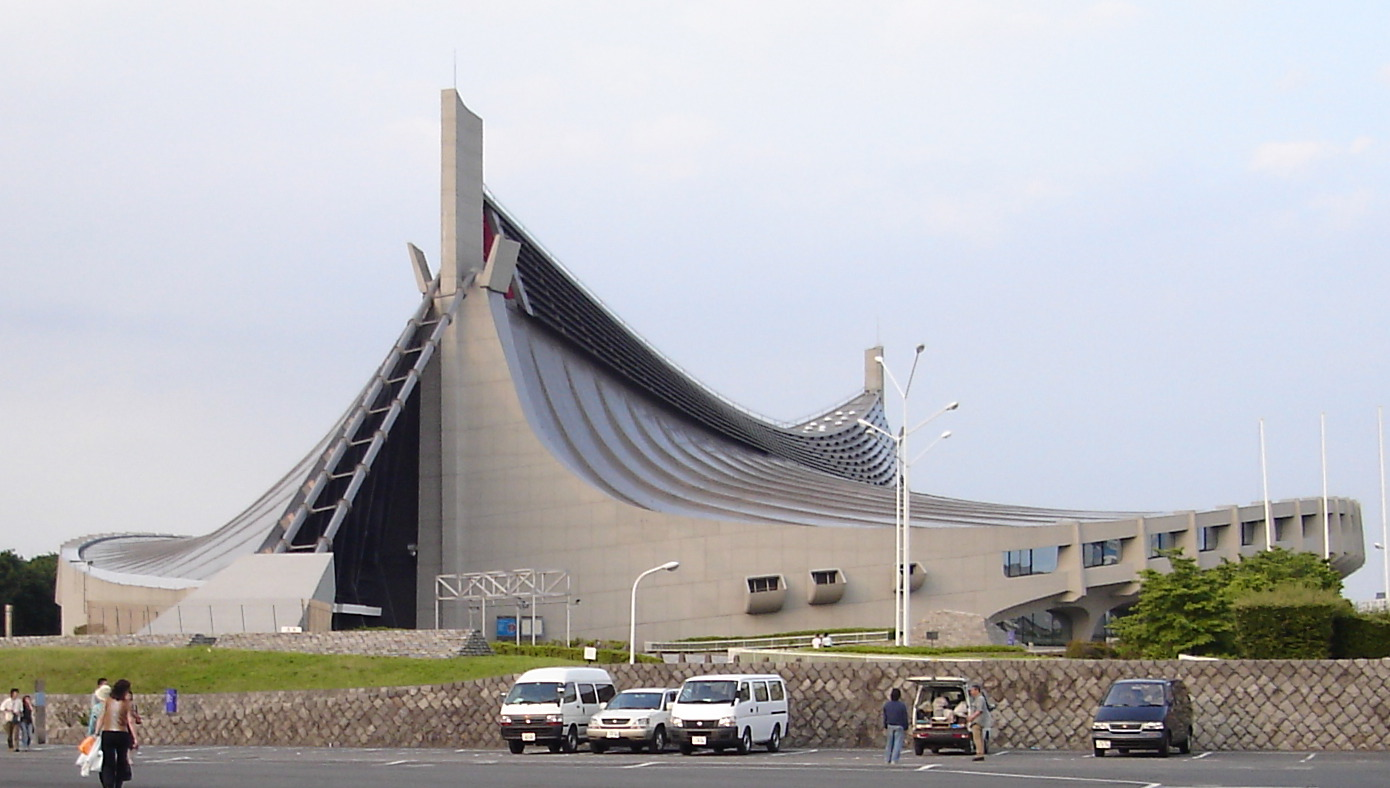
Yoyogi idrottshall, Tokyo
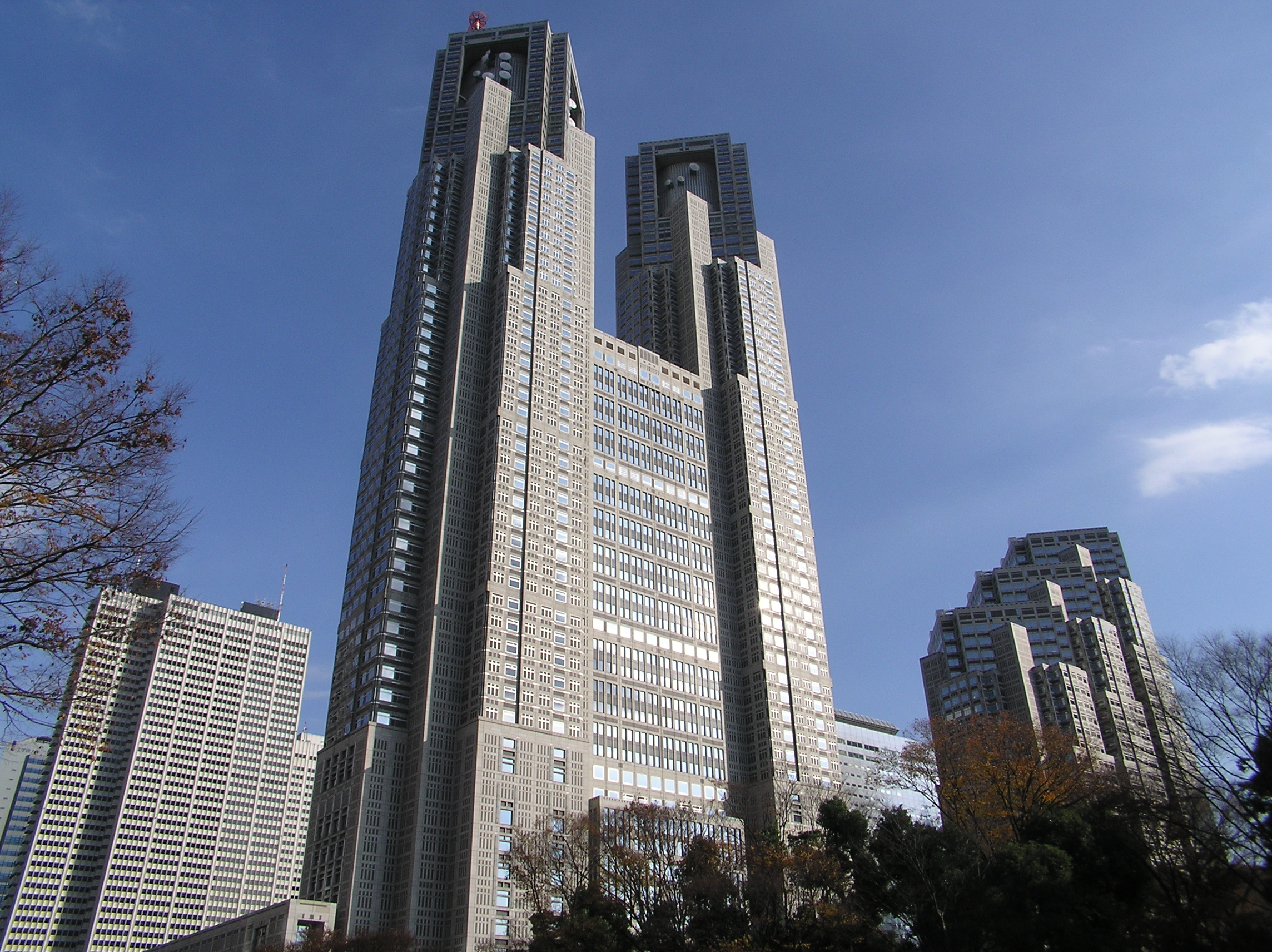
Tokyo Metropolitan Government Office, Shinjuku-ku Tokyo
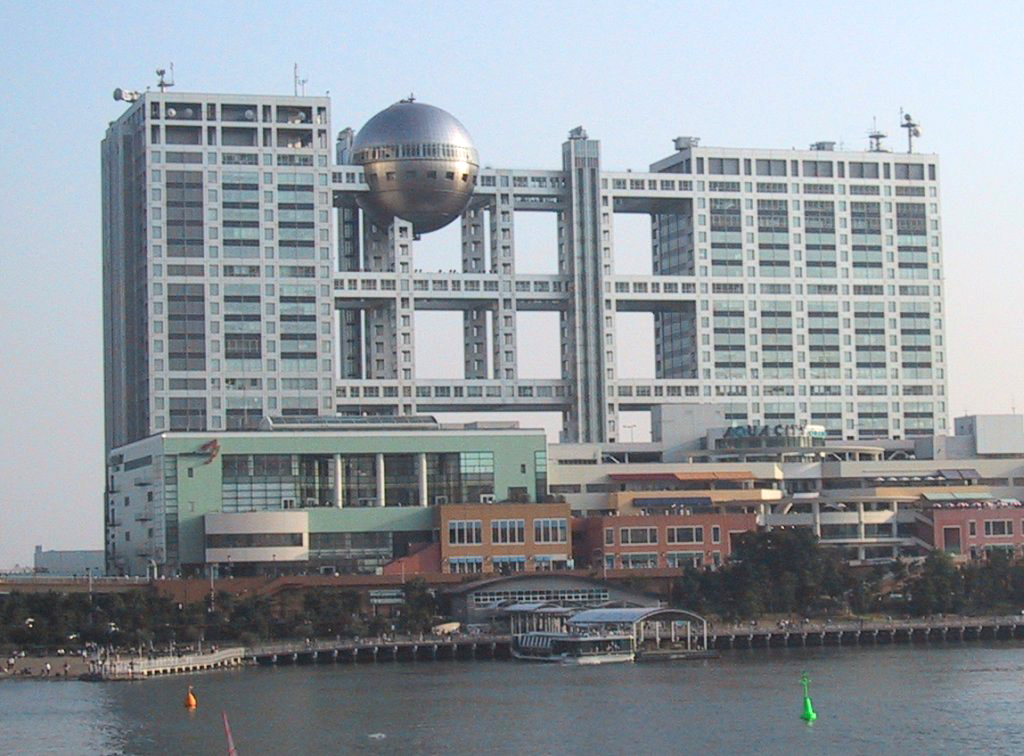
Fuji TV:s högkvarter i Odaiba, Tokyo.
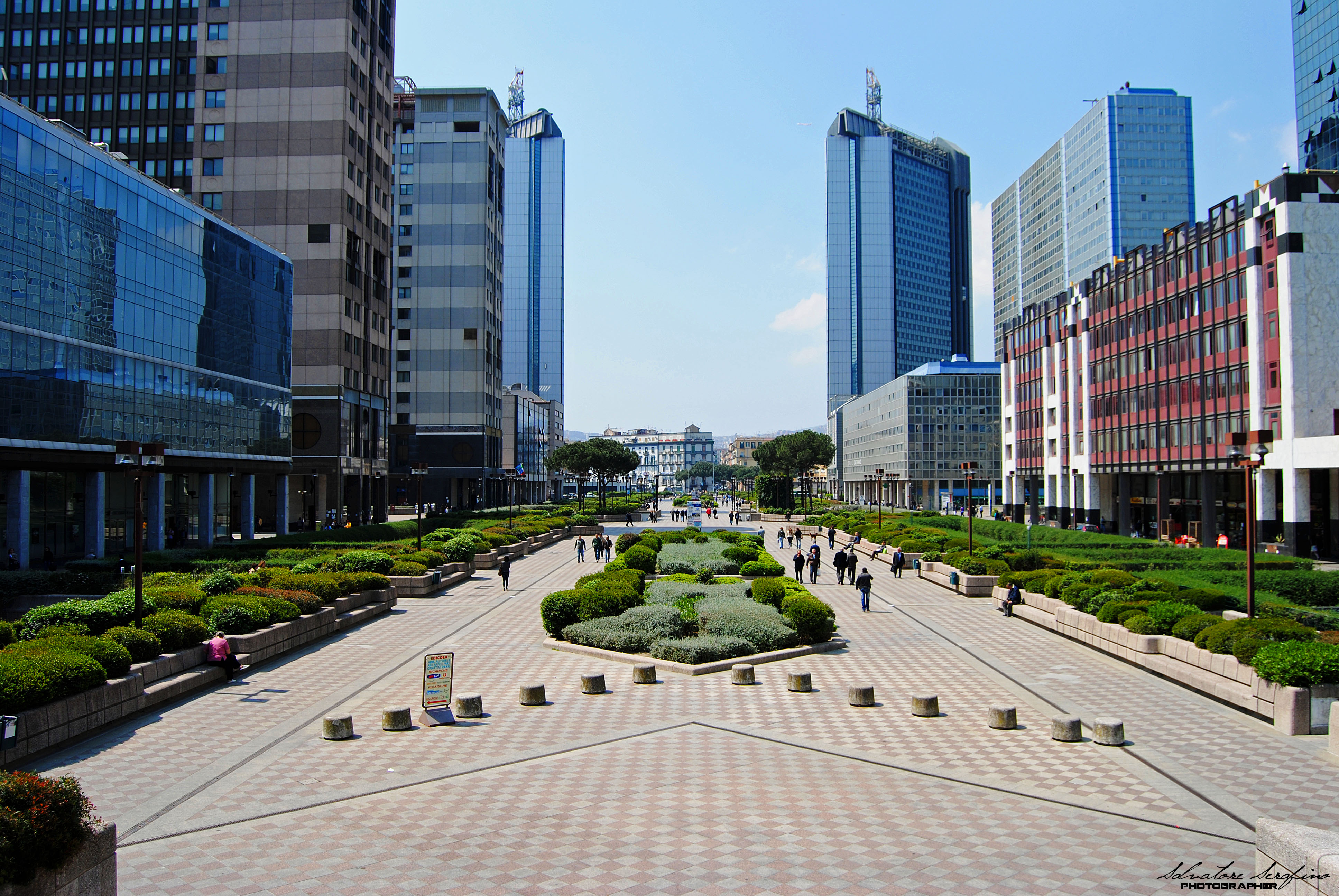
Centro Direzionale

## Stadsplaneprojekt
- Centro direzionale i Neapel
- Stadsbyggnadsprojekt i Skopje